# 天生胆小
《天生胆小》，是1995年上映的一部电影，由彦小追執導，冯小刚编剧，梁天出演。影片主要讲述一个胆小的警察原本希望通过断三个案来结束自己警察的职业，但是后来通过一些遭遇，导致其放弃了这个想法。。

## 電影內容
一个警察因为处理了由于中国足球队输了而导致球迷因为不满所以闹事的事情，于是有了想要离职的想法，不过上级却约定，如果他能解决三个案件，那就同意他离职，但是通过之后一些的遭遇，导致其放弃了这个想法。

## 演员表
- 葛优
- 梁天
- 谢园
- 李媛媛
- 马羚
- 何冰
- 李滨
- 牛星丽
- 李耕
- 李楠

## 获得奖项
1995年，在第18屆大眾電影百花獎中，謝園和李媛媛根据该作分别获得最佳男配角女配角奖

## 備註
1. ↑  WOW!SCREEN. . 1995年.
2. ↑  . 2005年.
3. ↑  . 1998年.
4. ↑  . 1905电影网.   [2023-05-27]. （原始内容存档于2023-05-27）.

## 外部連結
- 豆瓣电影上《天生胆小》的資料 （简体中文）
- 互联网电影数据库（IMDb）上《天生胆小》的资料（英文）